# Ronnie Romero
Ronald "Ronnie" Romero (Santiago, 20 de novembro de 1981) é um cantor chileno de hard rock e heavy metal, mais conhecido por ser o vocalista do grupo espanhol Lords of Black.

## Carreira
Romero iniciou-se na música aos sete anos de idade num coro de música gospel. Mais adiante, descobre que sua verdadeira vocação é o heavy metal, inspirado em vocalistas como Ronnie James Dio (Rainbow, Black Sabbath), Bruce Dickinson (Iron Maiden), Ian Gillan (Deep Purple), David Coverdale (Deep Purple, Whitesnake) e Steve Perry (Journey). Em 2011, viaja para a Espanha para desenvolver sua carreira musical. Ali conhece ao violonista Tony Hernando, com o que forma o agrupamento de power metal Lords of Black, gravando seu primeiro álbum em 2014.

## Rainbow
Em 6 de novembro de 2015, Ritchie Blackmore anunciou publicamente que Ronnie seria o novo vocalista do Rainbow, para inicialmente realizar algumas apresentações ao vivo no festival Monsters of Rock e em Birmingham.

## Discografia
- Lords of Black - 2014
- II - 2016